# Vlastimil Maxa
Vlastimil Maxa (1970) è un ex sciatore alpino ceco che gareggiò per la nazionale cecoslovacca.

## Biografia
Maxa debuttò in campo internazionale in occasione dei Mondiali juniores di Hemsedal/Sälen 1987 e l'anno dopo, nella rassegna iridata giovanile di Madonna di Campiglio 1988, vinse la medaglia di bronzo nella combinata; ottenne i suoi ultimi piazzamenti agonistici ai Mondiali juniores di Alyeska 1989. Non prese parte a rassegne olimpiche né ottenne piazzamenti in Coppa del Mondo o ai Campionati mondiali.

## Palmarès

### Mondiali juniores
- 1 medaglia:
  - 1 bronzo (combinata a Madonna di Campiglio 1988)